# 吴荣正
吴荣正（1915年—1973年），中国人民解放军将领、中国人民解放军开国少将。
曾任第50速成中学政委。1955年，授予中国人民解放军少将。